# 立型乾燥機
立型乾燥機（たてがたかんそうき）とは、収穫した穀物を温風で乾燥する農業機械である。

## 特徴
穀物用の乾燥機として最初に作られた平面型乾燥機では、乾燥むらが発生しやすく容量も限定されるが、立型乾燥機では乾燥箱を上方向に伸ばせるため設置面積が小さくて済むこと、穀物を上部から入れ乾燥しながら下部に移動し、底からまた上部に運搬し投入するという循環方式であるため、乾燥むらが少なく、乾燥効率が良いという利点がある。また、循環の途中で一部を水分計で水分を計測して、設定した含水率になると燃焼を停止する機構を採用している（初期の乾燥機は除く）ため、過乾燥や乾燥不足が起こりにくい。

## 形状
穀物を入れるタンク、側面に温風を発生するための燃焼器具（火炉・バーナー）、送風機及びモータ、有孔鋼板でできた通風部、温度や時間を設定するためのコントロールパネル、タンク下部には循環用のスクリューコンベヤ、燃焼器具と反対側の側面には昇降機、上部には張り込み用のスクリューコンベヤとタンク内に均等に穀物を分散して張り込むための飛散機がある。
本体のタンクは全体が有孔鋼板でできており、最外壁が通常の鋼板の二重構造である。

## 乾燥方法
穀類は張り込みホッパから投入され、昇降機でタンク上部に運ばれ、上部のスクリューコンベヤでタンク上部中央に運ばれる。飛散機によりタンク内に均等に分散して張り込まれる。
タンクの上から下に流れていく間に中央の通風部からの温風で乾燥した穀物は、下部のスクリューコンベヤにより側面の昇降機まで運ばれ、再度タンク上部から張り込まれる。
送風機からでた温風は、通風部から穀物の間を通ってタンク外壁から抜け、塵芥と共に最外壁の間を通って吸引ファンにより外部に排出されるため、乾燥機を室内に設置しても比較的汚れにくい。

## その他
張り込まれた穀物は、ほ場により含水率が一定でないため、投入後しばらく通風のみで循環させることが望ましい。

## 乾燥機製造メーカーへのリンク
- 井関農機
- 金子農機
- 大島農機
- サタケ
- 静岡製機
- 山本製作所